# Yrjöniemenkarit
Yrjöniemenkarit är en ö i Finland. Den ligger i sjön Ullavanjärvi och i kommunen Karleby i den ekonomiska regionen  Karleby  och landskapet Mellersta Österbotten, i den centrala delen av landet, 400 km norr om huvudstaden Helsingfors. Öns area är 0,6 hektar och dess största längd är 120 meter i sydöst-nordvästlig riktning.  Notera att namnet antyder att det är fråga om flera öar.